# Dorothea Echte
Dorothea Echte (* 1967 in Hameln) ist eine deutsche Nachrichtensprecherin, welche für das rbb24 Inforadio tätig ist.

## Leben
Echte wuchs in Niedersachsen auf. Nach einem Volontariat bei einem Regionalsender in Würzburg war sie
Mitarbeiterin diverser Radiostationen und Presseagenturen. 1991 kam sie in die damalige Bundeshauptstadt Bonn,
um in der Nachrichtenzentrale des RTL-Hörfunks als Redakteurin zu arbeiten.
Seit 1992 ist Dorothea Echte Fernsehmoderatorin. Zunächst präsentierte sie das RTL-Frühstücksfernsehen, wobei sie zusätzlich redaktionelle Aufgaben wahrnahm. Als Moderatorin von Liveveranstaltungen und Podiumsdiskussionen tritt sie gelegentlich auf.
1994 und in den Folgejahren war sie Nachrichtensprecherin der Berliner Abendschau des rbb-Fernsehens (und des Vorgängers SFB), wo sie im wöchentlichen Wechsel mit Axel Walter, Nadya Luer und Cathrin Bonhoff jeweils die beiden Nachrichtenblöcke las. Sie lebt in Berlin.